# Valestrandfossen
Valestrandfossen is een plaats in de Noorse gemeente Osterøy, provincie Vestland. Valestrandfossen telt 949 inwoners (2007) en heeft een oppervlakte van 1,09 km².

## Geboren
- Carl Espen (15 juli 1982), Noors zanger